# Slagen bij Kawanakajima

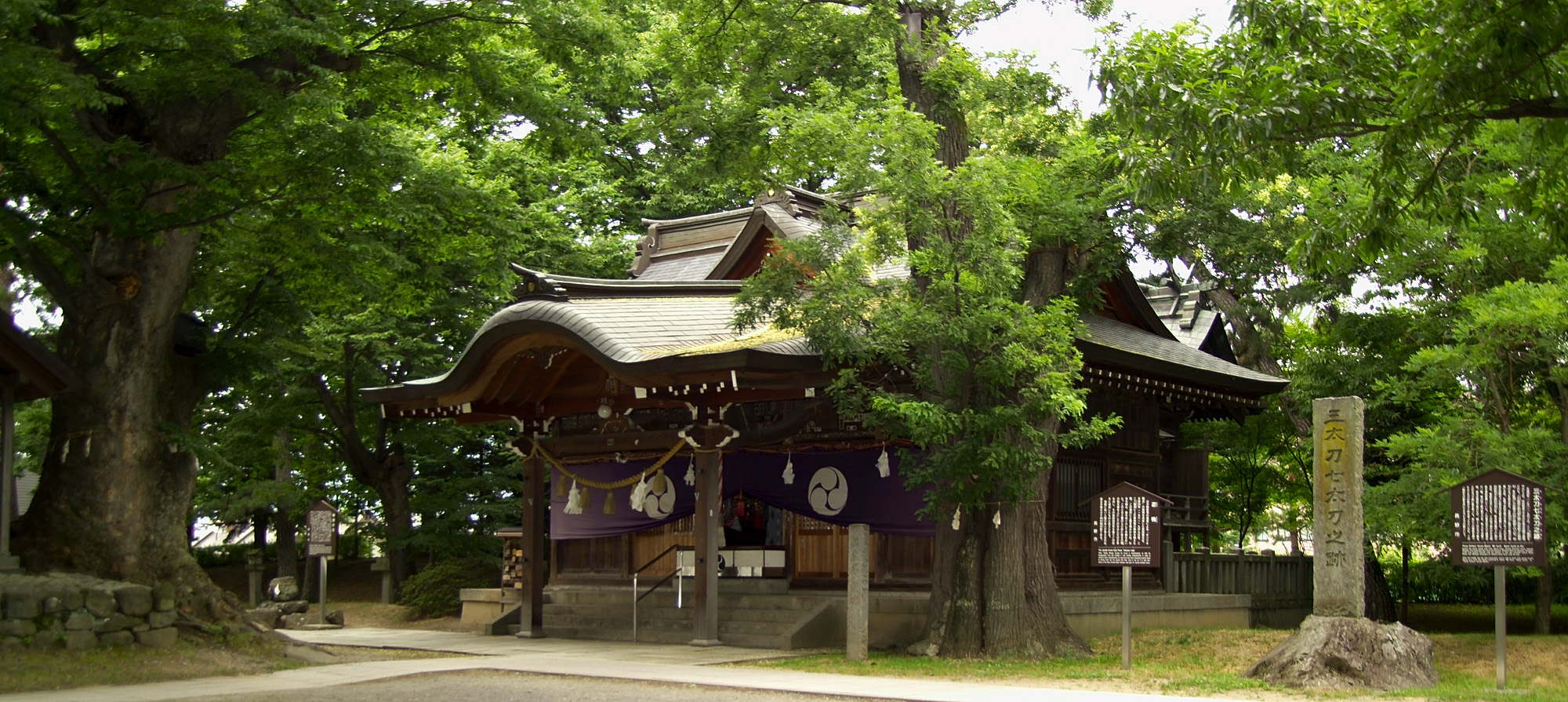
Dit Hachiman heiligdom staat dicht bij de locatie van de vierde slag bij Kawanakajima.

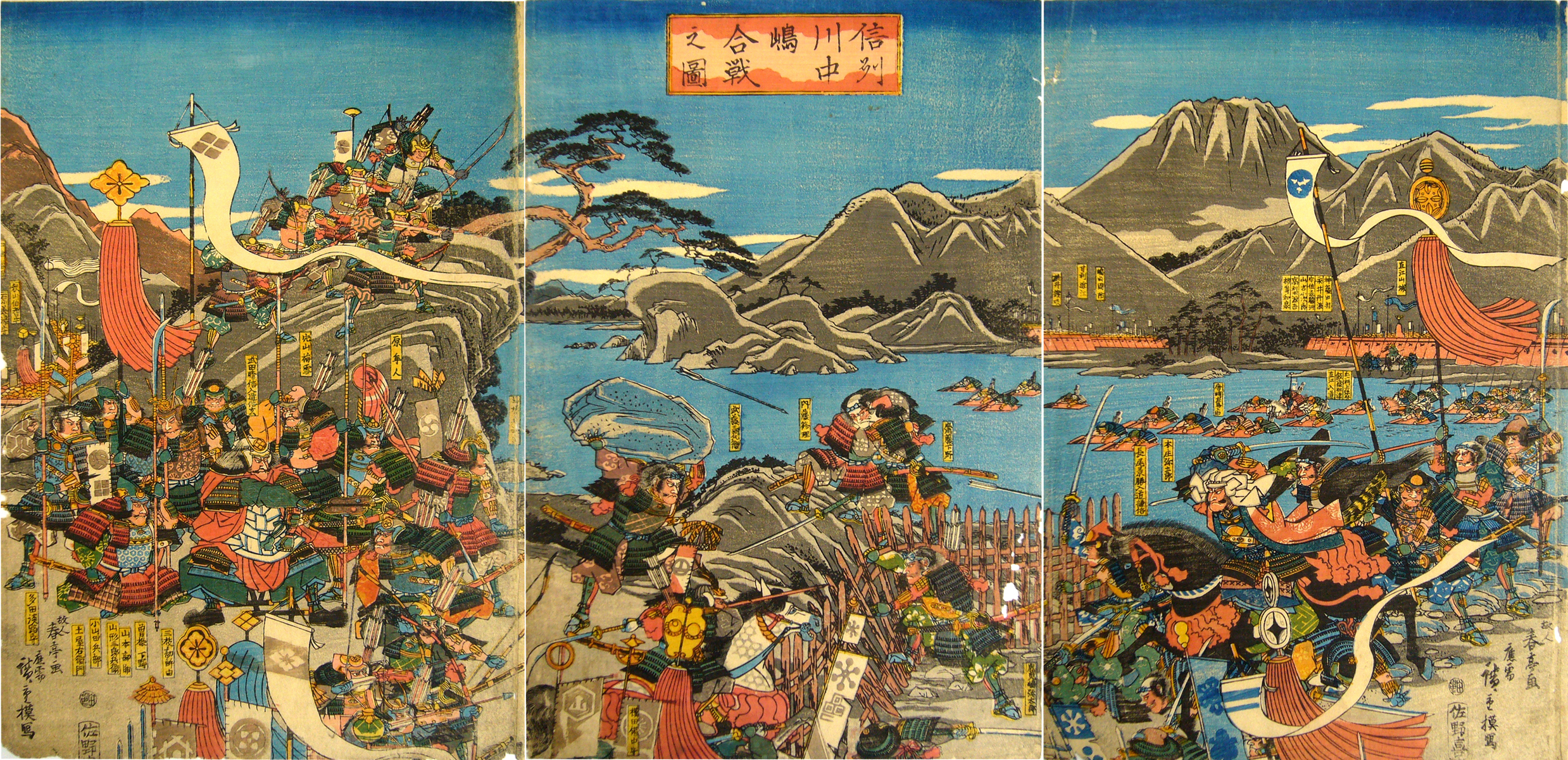
Afbeelding van een van de slagen bij Kawanakajima, Shingen is links te zien en Kenshin rechts

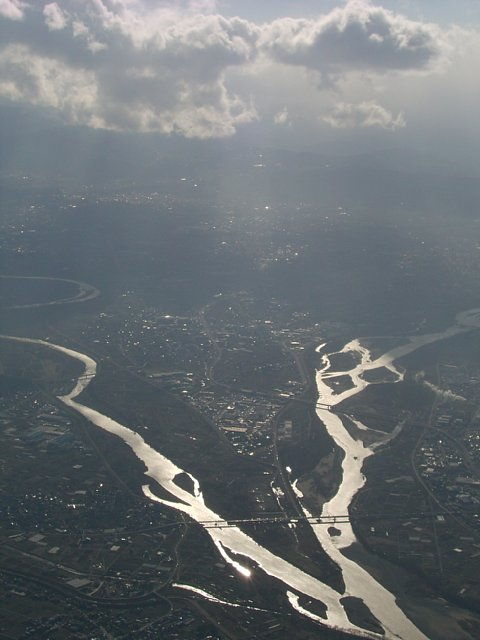
Kawanakajima is waar de rivier de Sai zich bij Chikuma voegt.

De slagen bij Kawanakajima (Japans: 川中島の戦い, Kawanakajima no tatakai) waren een serie veldslagen tijdens de Japanse Sengoku-periode tussen Takeda Shingen uit de provincie Kai en Uesugi Kenshin uit de provincie Echigo op de vlakte van Kawanakajima, in het noorden van de provincie Shinano. De locatie ligt in het zuiden van de huidige stad Nagano.
De vijf belangrijkste slagen vonden plaats in 1553, 1555, 1557, 1561 en 1564. De slag waar het meest over bekend is en tevens de meest intense slag was de vierde slag op 10 september 1561.
De slagen begonnen nadat Shingen de provincie Shinano had veroverd en Murakami Yoshiharu en Ogasawara Nagatoki had verdreven, die op hun beurt de hulp inriepen van Kenshin.

## De eerste slag
De Eerste Slag bij Kawanakajima vond plaats in juni 1553. Takeda Shingen was diep doorgedrongen in de vlakte van Kawanakajima. Zijn voorhoede trof de troepen van Uesugi Kenshin bij een heiligdom van Hachiman (de Shinto God van oorlog). Ze braken het gevecht af en troffen elkaar wederom enkele kilometers verderop. Uiteindelijk zou het niet leiden tot een beslissende slag.

## De tweede slag
De Tweede Slag bij Kawanakajima, ook wel bekend als de Slag bij Saigawa vond plaats in 1555, toen Takeda Shingen terugkeerde naar Kawanakajima, en dit keer optrok naar de rivier Sai. Hij sloeg zijn kamp op ten zuiden van de rivier, terwijl Uesugi Kenshin zijn kamp opsloeg ten oosten van de Zenko-ji tempel, wat hem een goed uitzicht op de vlakte gaf. De Kurita-clan, bondgenoten van de Takeda, hielden echter het nabijgelegen fort Asahiyama in het westen. Van hieruit verstoorden ze de rechterflank van de Uesugi. De verdediging van Kurita Kakuju werd nog eens versterkt door 3000 man van Takeda.
Kenshin viel fort Asahiyama meerdere malen aan, maar werd telkens weerstaan. Uiteindelijk verplaatste Kenshin zijn troepen de vlakte op om zich te concentreren op de hoofdmacht van de Takeda. In plaats van een aanval te riskeren besloten beide legers echter te wachten tot de ander de eerste zet deed. Na enkele maanden wachten werd het gevecht vermeden toen beide leiders zich terugtrokken om affaires thuis af te handelen.

## De derde slag
De Derde Slag bij Kawanakajima vond plaats in 1557, toen Takeda Shingen fort Katsurayama veroverde dat uitkeek over de tempel Zenkoji in het noordwesten. Hij probeerde vervolgens het kasteel van Iiyama in te nemen, maar trok zich terug toen Uesugi Kenshin een leger uit Zenkoji leidde.

## De vierde slag
De Vierde Slag bij Kawanakajima vond plaats op 10 september 1561. Deze slag resulteerde procentueel in grotere verliezen aan beide kanten dan enige andere slag in de Sengoku-periode en is tevens qua tactiek een van de interessantere slagen.
In september 1561 verliet Uesugi Kenshin fort Kasugayama met 18.000 man, met als doel het verslaan van Takeda Shingen. Hij liet een deel van zijn troepen achter te Zenkoji, maar nam zelf positie op de berg Saijoyama, een berg ten westen van, en met uitzicht op, kasteel Kaizu van Takeda. Wat Uesugi niet wist was dat zich te kasteel Kaizu op dat moment niet meer dan 150 samoerai en hun volgelingen bevonden, en dat hij ze volledig verraste. De generaal die de leiding had over het kasteel, Kosaka Danjo Masanobu, wist echter via een systeem van vuursignalen zijn heer, 130 km verderop in fort Tsutsujigasaki te Kofu, te informeren over de bewegingen van de troepen van Uesugi.
Takeda verliet Kofu met 16.000 man en voegde hier nog 4.000 bij tijdens zijn tocht door de provincie Shinano. Hij benaderde Kawanakajima vanaf de westoever van de rivier Chikumagawa, en hield de rivier tussen hemzelf en de berg Saijoyama. Geen van beide legers viel aan, wetende dat voor de overwinning het verrassingselement nodig zou zijn. Takeda wist dus aldus zijn fort Kaizu binnen te komen, samen met zijn gun-bugyo Yamamoto Kansuke. Kansuke bedacht een strategie waarvan hij dacht dat deze effectief zou zijn tegen Uesugi.
Kosaka Danjo Masanobu verliet Kaizu met 8.000 man, en begaf zich 's nachts naar Saijoyama, met de intentie om het leger van Uesugi de vlakte in te jagen, waar Takeda hem zou opwachten met 8.000 man in kakuyoku, of "kraanvogelvleugel"-formatie. Uesugi wist echter, dankzij spionnen of verkenners, de tactiek van Takeda te raden en leidde zijn troepen de vlakte op. Uesugi leidde zijn troepen de berghelling af via de westelijke flank. In plaats van te vluchten voor de aanval van Kosaka in de ochtend, sloop het leger van Uesugi de berg af in alle stilte, en omwikkelde zelfs de hoeven van de paarden met lappen om ze geluidloos te laten neerkomen. 's Ochtends vond Takeda een volledig vijandelijk leger tegenover zich, dat klaar was voor de aanval in plaats van troepen die van de berg af vluchten, zoals hij verwachtte.
De troepen van de Uesugi vielen aan in golven, in een "Kuruma Gakari" formatie, waarin iedere eenheid vervangen wordt door een andere eenheid als deze moe werd. De voorhoede werd aangevoerd door een van de achtentwintig generaals van de Uesugi, Kakizaki Kageie. De cavalerie-eenheid van Kakizaki trof de eenheid van Takeda Nobushige, waarbij Nobushige omkwam. Hoewel de Kakuyoku-formatie zich verbazend goed wist te handhaven, vielen de commandanten van de Takeda een voor een. Yamamoto Kansuke zag in dat zijn tangbeweging had gefaald, en stormde frontaal de slagorde van de samoerai's van Uesugi in. Hij werd door misschien wel 80 kogels getroffen alvorens zich terug te trekken naar een nabijgelegen heuvel en seppuku te plegen.
Uiteindelijk wisten de troepen van Uesugi het commandocentrum van Takeda te bereiken; dit zou leiden tot een van de bekendste man-tegen-mangevechten uit de Japanse geschiedenis. Uesugi viel zelf het hoofdkwartier binnen en viel Takeda aan, die onvoorbereid was op een gevecht en zich met zijn waaier verdedigde. Hij hield Uesugi tegen tot een van zijn vazallen, Hara Osumi-no-Kami, Uesugi's paard neerstak en Uesugi verjoeg.
De hoofdmacht van de Takeda hield stand, ondanks intense aanvallen van de roterende troepen van Uesugi. Obu Saburohei vocht terug tegen de samoerai van Kakizaki. Anayama Nobukumi dreef de hoofdmacht van Uesugi uiteindelijk terug naar Chikumigawa.
Ondertussen bereikten de troepen van Kosaka de top van de berg Saijoyama en vonden de kampementen van Uesugi verlaten. Hij haastte zich de berg af, de route nemend waarvan men aannam dat de vluchtende Uesugi deze zouden nemen. Ze wisten de 3.000 krijgers van Uesugi die het fort bewaakten te verslaan (onder het commando van Amakazu Kagemochi, een generaal van Uesugi), en trokken verder om de hoofdmacht van de Takeda te helpen. De troepen van Kosaka vielen het vluchtende leger van de Uesugi vervolgens in de rug aan. Van de generaals van Takeda werden er velen in deze slag gedood, waaronder zijn jongere broer Takeda Nobushige en zijn oudoom Murozumi Torasada.
Uiteindelijk verloor Uesugi zo'n 3.000 man, terwijl Takeda zo'n 4.000 man verloren. Oude werken schijnen aan te geven dat Takeda's mannen niet de moeite namen het vluchtende leger van Uesugi te achtervolgen na de slag.

## De vijfde slag
De Vijfde Slag bij Kawanakajima vond plaats in 1564, en zou de laatste keer zijn dat Takeda en Uesugi elkaar zouden treffen op de vlakte van Kawanakajima. Hun troepen voerden kleine gevechten uit gedurende 60 dagen, waarna beide zijden zich terug trokken.

## In populaire cultuur
De vierde slag bij Kawanakajima wordt herspeeld in de spelen uit de serie Samurai Warriors. Tijdens het een op een gevecht tussen Shingen en Kenshin is Shingen gewapend met een waaier. In het spel Shogun: Total War is de vierde slag een van de historische slagen die men kan naspelen.
De Japanse film Heaven and Earth, gebruikt de vierde slag als climax. De vierde slag is tevens te zien in meerdere drama series rond het leven van Shingen, waaronder Furin Kazan.
De Slagen bij Kawanakajima vormen het kader van de film Kagemusha uit 1980 van de Japanse filmregisseur Akira Kurosawa.